# 239 (số)
239 (hai trăm ba mươi chín) là một số tự nhiên ngay sau 238 và ngay trước 240.